# Arcyptera tornosi
Arcyptera tornosi, el saltamontes rayado ibérico, es una especie de saltamontes de la familia Acrididae. Se encuentra en la península ibérica.
El estado de conservación de la UICN de Arcyptera tornosi es "LC", preocupación menor, sin amenaza inmediata para la supervivencia de la especie. El estado de la UICN se evaluó en 2016.